# Škrilje, Ig
Škrilje este o localitate din comuna Ig, Slovenia, cu o populație de 304 locuitori.